# Trove
Trove je avstralski agregator in storitev spletnih zbirk knjižnic, ki vključuje dokumente s celotnim besedilom, digitalne slike, bibliografske podatke in podatke o zalogah knjižničnih gradiv, ki niso na voljo v digitalni obliki, ter brezplačno fasetno iskanje kot orodje za odkrivanje informacij. Baza vključuje arhive, slike, časopise, uradne dokumente, arhivirane spletne strani, rokopise in druge vrste podatkov. Trove gosti Avstralska narodna knjižnica v sodelovanju s ponudniki vsebin, vključno s člani National and State Libraries Australia in je ena najbolj cenjenih in dostopnih storitev GLAM v Avstraliji z več kot 70.000 dnevnimi uporabniki.

### Nagrade
Trove je leta 2011 prejel nagrado za odličnost v e-upravi in nagrado Service Delivery Category Award za leto 2011.